# Jim McManus
James Michael McManus (ur. 19 maja 1940 w Bristolu, zm. 11 kwietnia 2023) – brytyjski aktor filmowy, telewizyjny i teatralny. Znany jest między innymi z roli Aberfortha Dumbledore w filmie Harry Potter i Zakon Feniksa.

## Wybrana filmografia

### Filmy
- 1996: Oblężenie – Smithers
- 2007: Harry Potter i Zakon Feniksa – Aberforth Dumbledore
- 2008: Wojna domowa – Jackson
- 2014: Dumni i wściekli – starszy mężczyzna

### Seriale
- 1977: Doktor Who – okulista